# 한반도 비무장 지대
한반도 비무장 지대(韓半島非武裝地帶, Korean Demilitarized Zone, DMZ)는 한국 전쟁 이후 1953년 체결된 정전 협정에 따라 설정된 비무장 지대이다.
1953년 7월 27일 발효된 한국 전쟁의 정전 협정 체결 당시 임진강에서 동해안까지 총 1,292개의 말뚝을 박고, 이 말뚝을 이은 약 240 km의 가상의 선을 군사분계선(MDL)으로 설정하였다. 비무장지대는 군사분계선에서부터 남북으로 각각 2 km 범위에 군사충돌을 방지하기 위한 완충지대로 설정되어 있다.
비무장지대는 군사적인 충돌을 막는 완충제의 역할을 하는 곳이기 때문에 어떠한 군사적인 행위도 금지된다. 비무장지대에 들어가기 위해서는 군사정전위원회의 허가를 받아야 하며 입장 인원 수도 일부 제한되며 무기 휴대 또한 당연히 금지된다.
비무장지대 내부의 판문점 구역은 특수한 구역이다. 조선민주주의인민공화국과 대한민국 모두가 경비를 하고 있으며 군사분계선을 중심으로 반경 400m 정도의 원형지역이다.

## 개요
군사분계선(MDL)을 기준으로 하여, 북쪽으로 2 km 떨어진 비무장지대의 경계선을 "북방한계선"(NLL)이라 하고, 남쪽으로 2 km 떨어진 비무장지대의 경계선을 "남방한계선"(SLL)이라고 한다. 북방한계선과 남방한계선에는 철책이 쳐져 있으며, 남북의 군대가 대치하고 있다.
1963년부터 북측이 요새와 진지, 철책을 구축하면서 한반도의 비무장지대는 비무장 지대(非武裝地帶)라는 말이 무색할 정도로 남북 양측의 무장 군인들이 상시 주둔하는 전방 감시 초소(GP)가 곳곳에 있으며, 일부 GP와 GP 사이에는 '추진철책'이라는 이름의 철책이 설치되어 있다. 북측은 '민경대'(民警隊), 남측은 '민정경찰'(DMZ Police)이라고 자처하지만, 실질은 양쪽 모두 무장한 군인들이다.
비무장 지대 내의 민간인 거주 마을로는 남측의 대성동, 북측의 기정동이 있다.

## 자연 환경

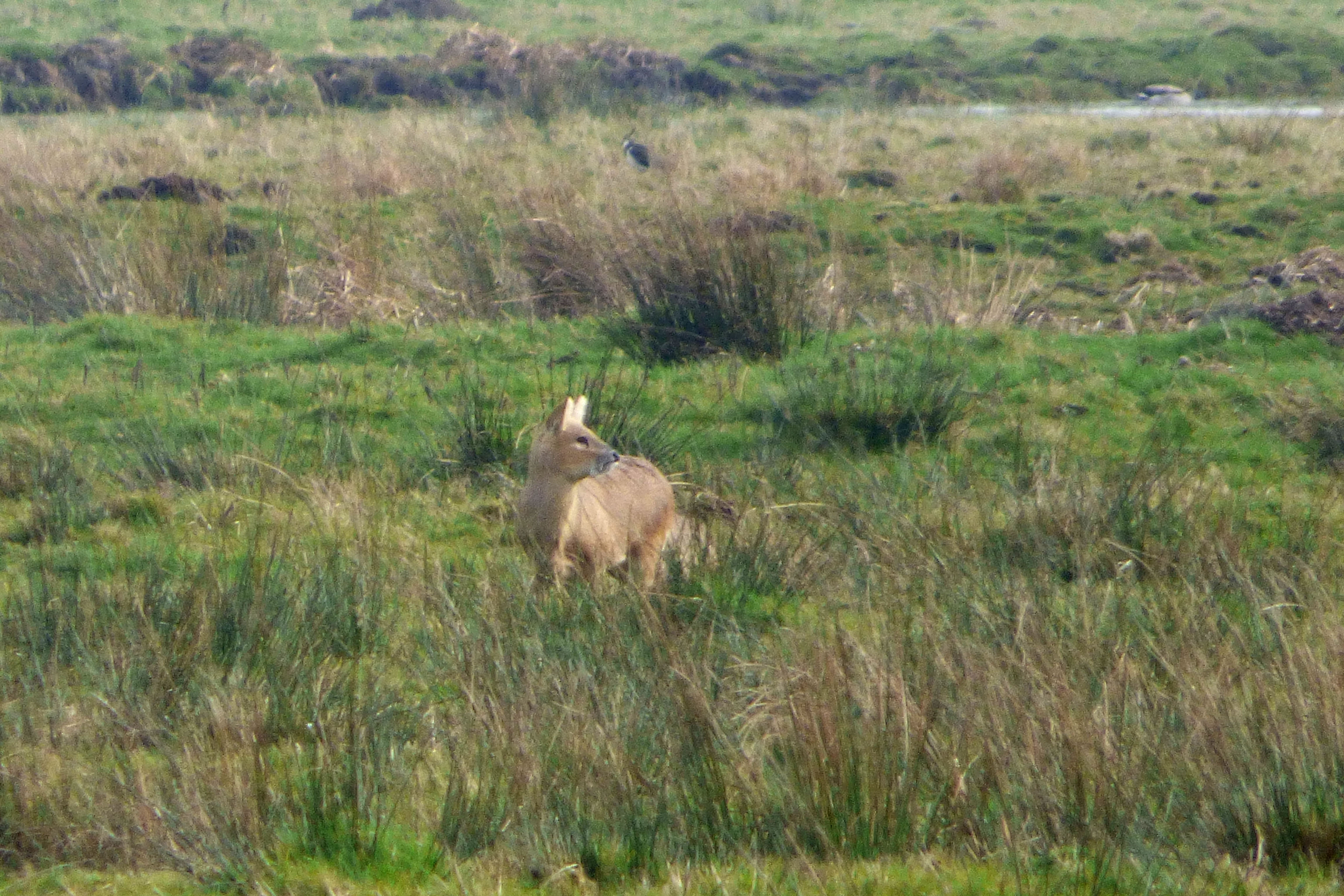
비무장 지대에서 발견된 고라니

이 지역은 일반인의 활동이 엄격히 금지되어 자연 생태계가 보존되어 있으며, 아시아 최대의 자연보호지역으로 주목받고 있다. 또한, DMZ 일대는 자연생태계의 정점인 포유류와 조류의 분포 면에서 한국 내 제일의 종 다양성을 지니고 있으며, 반달가슴곰, 여우, 사향노루, 산양, 수달 등 가장 많은 천연기념물과 멸종위기종의 개체수가 서식하는 장소이기도 하다. 그리고 DMZ 주변은 하천과 습지가 잘 발달되어 있어, 다양한 어종과 풍부한 개체수를 간직하고 있다.
2000년대 전후로 남북 화해 분위기가 무르익자, 비무장지대를 관통하는 도로 부설과 개발로 인한 비무장지대의 생태계 단절과 자연환경 훼손을 우려하는 목소리가 환경단체에서 나오기도 하였다.

### 연천 DMZ 일원 임야 보존 사업
경기도 연천군 중면 적거리 민간인출입통제선 내부의 야산 3필지(39,372 m2)를 2007년 11월 9일 한국내셔널트러스트가 신중관(1944년생)에게서 기증받아, 보전 지역으로 만들었다. 보존 지역의 범위는 각각의 임야에서 남방한계선까지 2.5 km~3.5 km 거리이다. 이 지역은 조선민주주의인민공화국에서 발원한 임진강이 비무장지대를 거쳐 대한민국으로 내려오는 곳이다.

### DMZ 일원 생태계 조사
국립생태원 기초생태연구본부 자연환경조사부에서는 DMZ 일원 생태계 조사를 실시하고 있다. 이 조사의 목적은 DMZ 일원의 생태계 현황을 조사하여 그 가치를 발굴하고, 유네스코 생물권보전지역 지정을 통해 자연분야의 남북협력을 도모하고 국제교류에 기여하며 지역의 생물다양성 보전과 지속가능한 이용에 기여하기 위함이다.
현재 조사하고 있는 분야는 생태계 9분야로, 지형, 식생, 식물, 포유류, 조류, 양서-파충류, 육상곤충, 어류, 저서무척추동물이다.
무인센서카메라 설치를 통한 관찰을 통하여 참매, 재두루미, 맹꽁이, 남생이, 물장군, 애기뿔소똥구리, 흰수마자, 다묵장어, 느리미고사리 등의 멸종위기 동식물을 발견하였다.
향후 DMZ 지역에 생태공원을 조성하고 지속적으로 조사를 실시할 예정이며 생물 다양성을 보전 및 보호하며 유네스코 생물권보전지역을 위한 기초 자료를 형성하여 제공할 예정이다.

## 같이 보기
- 판문점
- 한반도 군사 분계선(MDL)
- 공동경비구역(JSA)
- 민간인출입통제구역(CCZ)
- 비무장 지대(DMZ)
- 정전 협정
- 휴전선 감시 초소(GP)
- 일반 전초(GOP)
- 한국 전쟁